# Secteur pavé de l'Épinette
 (octobre 2024).
Si vous disposez d'ouvrages ou d'articles de référence ou si vous connaissez des sites web de qualité traitant du thème abordé ici, merci de compléter l'article en donnant les références utiles à sa vérifiabilité et en les liant à la section « Notes et références ».
Le secteur pavé de l'Épinette (ou Pavé de l'Épinette) est un secteur pavé de la course cycliste Paris-Roubaix situé à Templeuve. Il partage le 8e secteur avec celui du Moulin-de-Vertain. Après une absence de 5 ans (2013-2017), le secteur est de nouveau sur le parcours en 2018 à la suite d'une remise en état effectuée par les Amis de Paris-Roubaix.

## Caractéristiques
- Longueur : 200 mètres
- Difficulté : 1 étoile
- Secteur n° 8 (avant l'arrivée)[2].

## Galerie photos

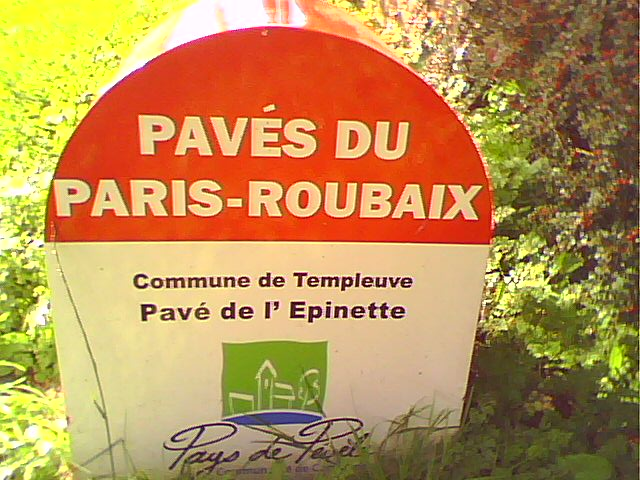
Panneau à l'entrée du secteur
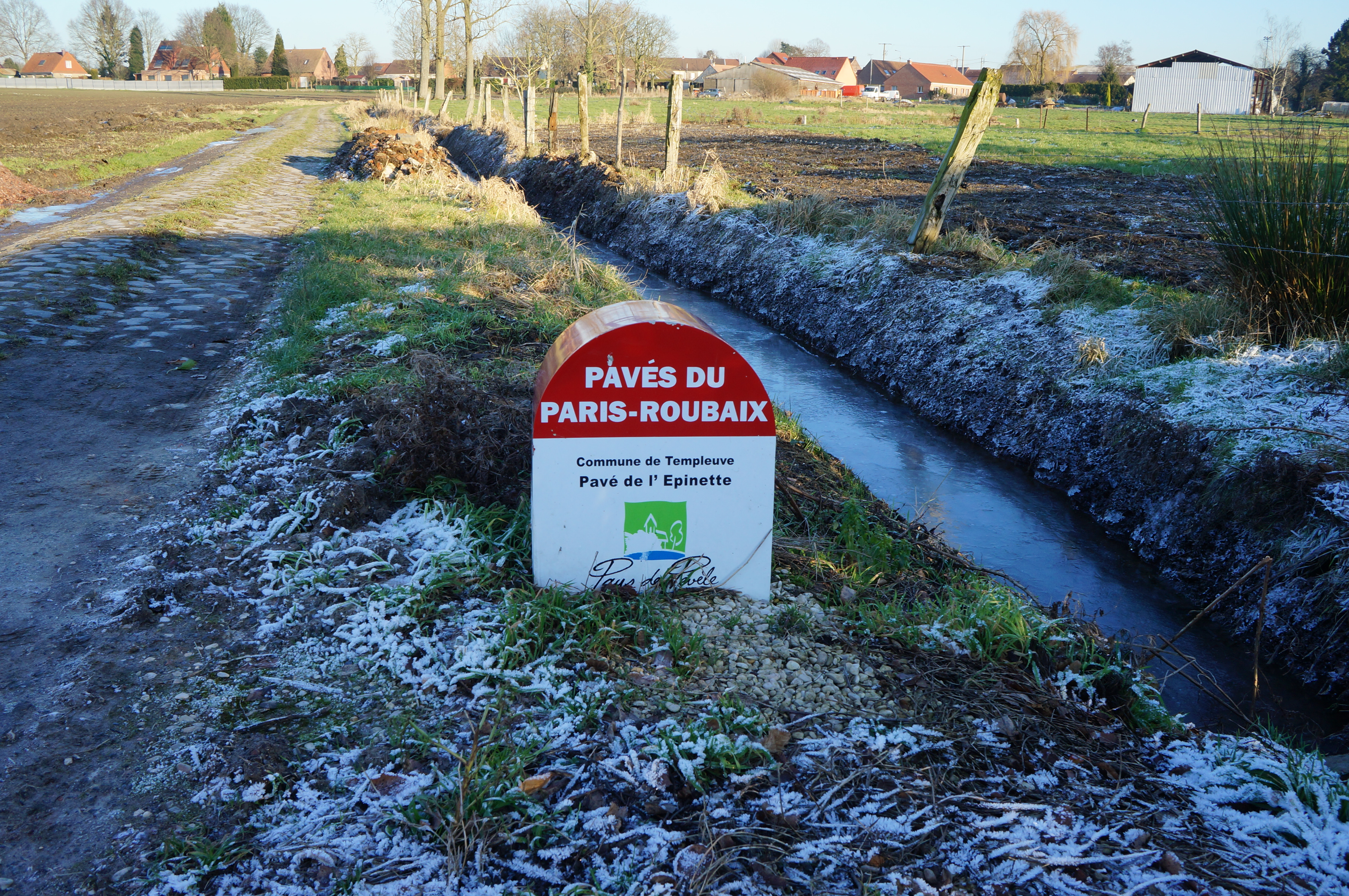
Panneau à l'entrée du secteur
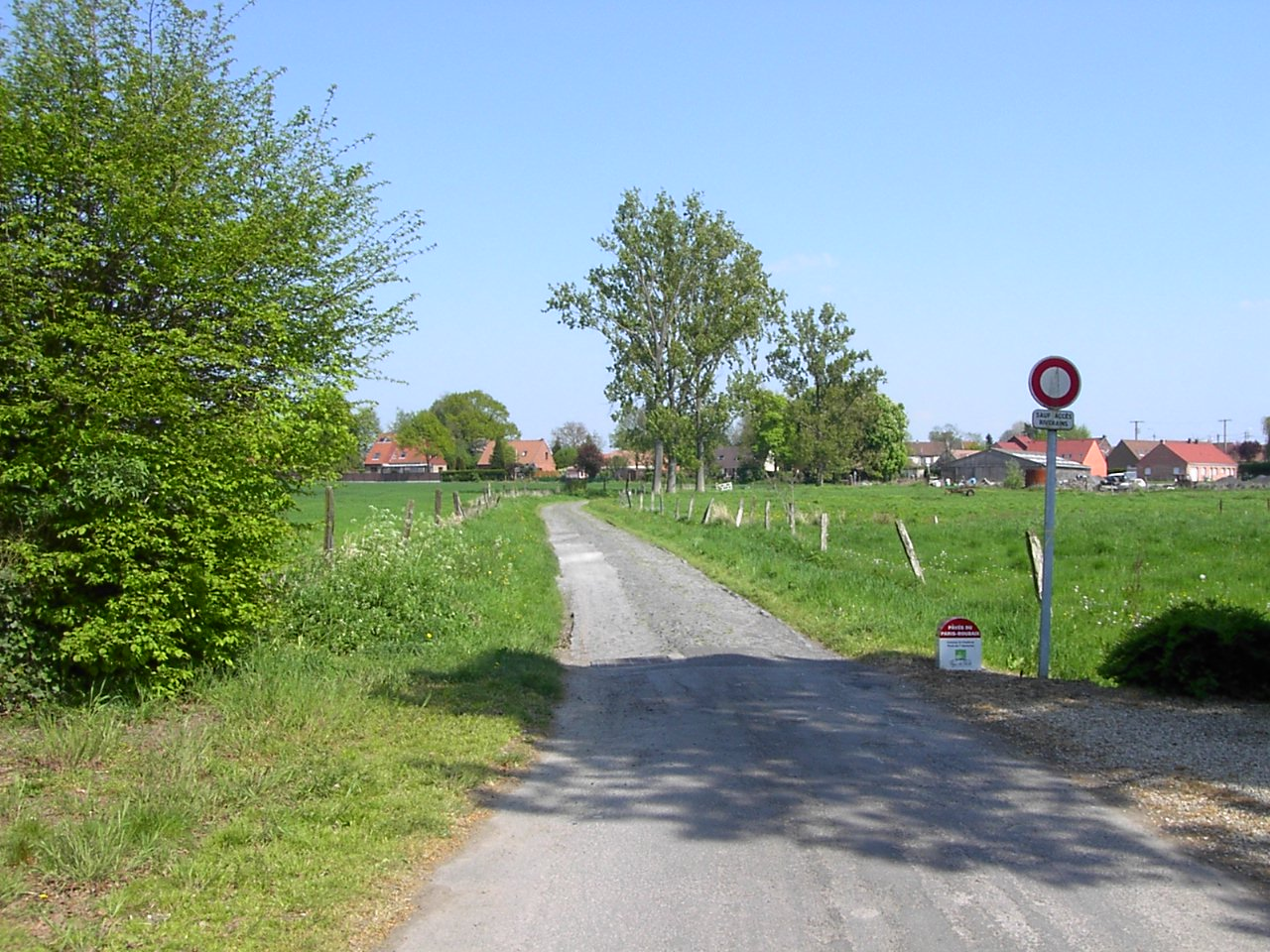
Entrée du secteur
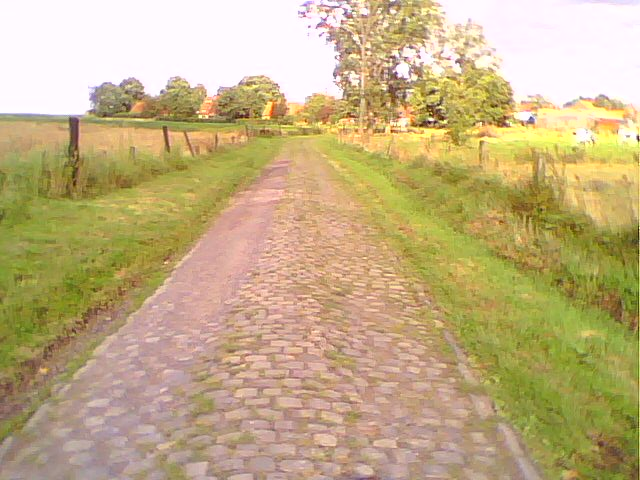
Début du secteur
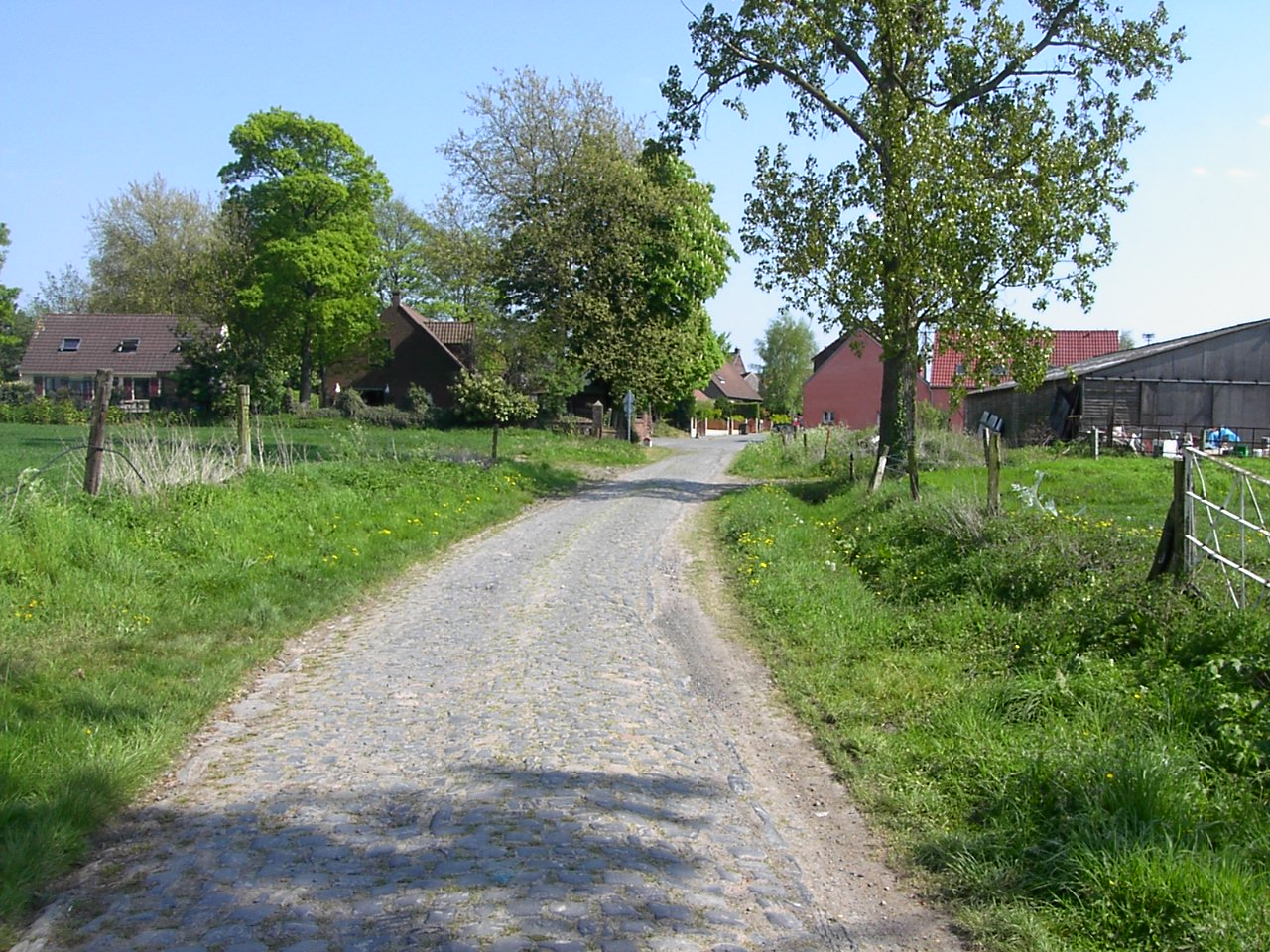
Milieu du secteur
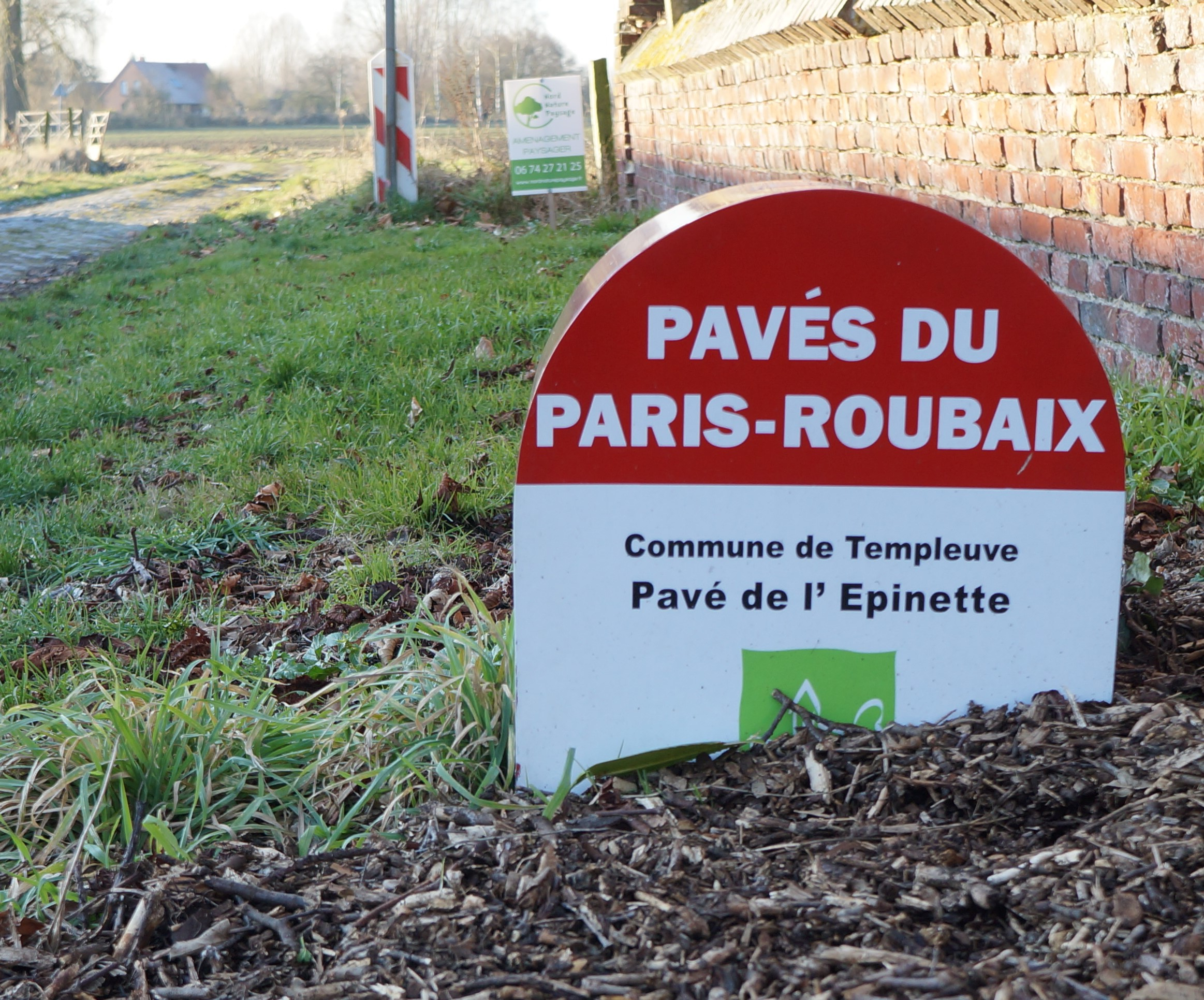
Fin du secteur